# Nej, Indien
Nej är en by i södra Karnataka i Indien. Byn är belägen i Chikodi Taluk i distriktet Belgaum. Enligt folkräkningen år 2001 hade Nej 6 514 invånare; 2011 hade denna siffra vuxit till 6 875. Nej har postnummer 591239.